# Мевтынглемынг
Мевтынглемынг (Менгаяха) (устар. Менка-Яга) — река Ханты-Мансийском АО России. Устье реки находится в 68 км по правому берегу реки Лямин 3-й. Длина реки составляет 142 км, площадь водосборного бассейна 901 км².

## Притоки
- 21 км Нохыръюхъёган (пр)
- Ай-Пуписоим (пр)
- Хоръюган (лв)
- Аркаяха
- Волтамаяха
- 119 км Пошасолынгъюган (Аркаяха) (лв)
- 123 км Векъяха (лв)

## Данные водного реестра
По данным государственного водного реестра России относится к Верхнеобскому бассейновому округу, водохозяйственный участок реки — Обь от города Нефтеюганск до впадения реки Иртыш, речной подбассейн реки — Обь ниже Ваха до впадения Иртыша. Речной бассейн реки — (Верхняя) Обь до впадения Иртыша.